# BBDO
La BBDO (sigla di Batten, Barton, Durstine & Osborn) è una tra le agenzie pubblicitarie più importanti del mondo. È stata fondata nel 1928, a New York, da William H. Johns, Bruce Fairchild Barton, Roy Sarles Durstine e Alex Faickney Osborn. Dal 1986 fa parte della multinazionale Omnicom Group Inc.

## Storia

### Prodromi: la Batten Company e la Barton, Durstine & Osborn
La BBDO nasce dalla fusione di due agenzie più antiche: la Batten Co. fondata nel 1891, e la Barton, Durstine & Osborn fondata nel 1919.
George Batten è stato uno dei pionieri della pubblicità americana. Dopo un periodo di praticantato presso la N. W. Ayer & Son, aprì la propria agenzia a New York alla fine dell'Ottocento da solo, senza impiegati né soci. Peculiarità di tale agenzia fu quello di fornire un servizio di tipografia, poiché Batten era convinto dell'importanza di saper usare con abilità i caratteri: secondo lui, infatti, l'impiego di font semplici e omogenei era l'ideale per attrarre l'attenzione dei lettori. Quando morì, nel 1918, quello della George Batten Newspaper Advertising Agency era ormai diventato un nome di rilievo nel panorama statunitense.
Bruce Barton è stato uno dei pubblicitari americani più celebri della prima metà del Novecento. Era figlio di un ministro della chiesa, e nel 1924 pubblicò un libro che ebbe un notevole successo all'epoca: "L'Uomo che Nessuno Conosce". Si trattava di una sorta di vangelo apocrifo che descriveva Gesù Cristo come il più grande pubblicitario di tutti i tempi.
Barton iniziò la propria carriera come giornalista presso la rivista Collier's Weekly. Qui, a volte, gli capitava di scrivere testi per la pubblicità. Successivamente fu ingaggiato per creare slogan propagandistici per la prima guerra mondiale (United War Work), e fu in tale occasione che conobbe Roy Durstine e Alex Osborn. Terminata la guerra i tre decisero di fondare una propria agenzia pubblicitaria: la BDO.
La nuova ditta fu subito in grado di firmare importanti contratti, quali ad esempio quelli con la General Electric, con la General Motors e con la Dunlop. Barton suoleva consigliare ai propri clienti di mettersi innanzitutto in contatto con l'anima della propria azienda, e solo successivamente di preoccuparsi di comunicare con la gente.
Intorno alla metà degli anni venti entrambe le agenzie pubblicitarie in questione si trovarono a condividere lo stesso edificio al 383 di Madison Avenue: la Batten Co. aveva sede al decimo piano, la Barton, Durstine & Osborn al settimo. L'idea della fusione sarebbe nata dal fatto che, ad un certo punto, i dirigenti delle rispettive agenzie ritennero curioso che aziende in competizione tra loro si dovessero rivolgere al medesimo indirizzo per poter reclamizzare i propri prodotti.

### La Batten, Barton, Durstine & Osborn
La BBDO aprì ufficialmente il 16 maggio 1928. Alla guida della neonata agenzia, in qualità di presidente, venne posto William Johns, professionista esperto e già figura di spicco della Batten Company. Bruce Barton assunse la carica di chairman e Roy Durstine quella di vicepresidente e manager generale. Alex Osborn avviò invece un nuovo ufficio a Buffalo, sua città natale.
Per l'appunto l'anno successivo fu quello del crollo della borsa di Wall Street, nonché l'inizio della Grande depressione. Gli esordi per la BBDO furono, di conseguenza, tutt'altro che facili, e ciò portò a ripercussioni anche gravi sulla vita privata dei propri lavoratori: nel 1939 Durstine fu costretto a dimettersi per problemi di alcolismo.
L'abbandono di Durstine modificò in maniera significativa l'organizzazione della BBDO, anche perché tale episodio mise in evidenza il fatto che ormai Johns era divenuto troppo anziano per avere un ruolo attivo all'interno dell'agenzia: egli venne quindi sollevato dalle mansioni amministrative e "promosso" a chairman; Barton e Osborn assunsero la guida effettiva del nuovo corso della BBDO. In particolare Osborn diresse l'agenzia verso i prodotti in scatola, all'epoca un mercato in veloce espansione. E non a caso una delle pubblicità dell'epoca rimaste celebri fu proprio quella per le zuppe Campbell's.
Gli anni quaranta si rivelano decisamente migliori sul piano finanziario: durante il periodo della seconda guerra mondiale la BBDO riuscì a conquistare importanti clienti quali Lever Brothers, B. F. Goodrich, Chrysler (divisione Dodge), caffè MJB, e 3M. E riuscì più che a raddoppiare il proprio fatturato rispetto al decennio precedente, che da 20 milioni di dollari passò a 50 milioni.
Nel 1946 Ben Duffy, account alla BBDO da oltre 15 anni, assunse il ruolo di nuovo presidente, mentre Charlie Brower, copywriter, fu promosso vicepresidente esecutivo.
Principale caratteristica della direzione di Duffy fu quella di credere fermamente in un nuovo apparecchio che all'epoca stava avendo rapida diffusione: il televisore. La BBDO investì, così, l'80% del proprio fatturato dedicato ai media nel nuovo mezzo di comunicazione di massa.
Sotto la guida di Duffy l'agenzia passò, in dieci anni, da un fatturato di 50 milioni di dollari a oltre 200 milioni, forte anche del buon momento per l'economia mondiale che si risollevava dalla guerra. Vale inoltre la pena di rammentare che nel 1948 Duffy riuscì a conquistare la American Tobacco Company che divenne uno dei clienti più importanti della BBDO.
Tra le réclame più note realizzate durante gli anni quaranta vi è quella per i rasoi Gilette.
Nel 1956 Duffy fu costretto a ritirarsi per gravi problemi di salute. Il suo posto fu preso da Charlie Brower. Se a priori la promozione di Brower fu ritenuta del tutto "normale" poiché egli aveva lavorato alla BBDO per oltre vent'anni ed era stato uno dei principali artefici del successo dell'agenzia, a posteriori la sua gestione fu considerata alquanto "bizzarra". Pare infatti che, in qualità di presidente, Duffy si sentì in dovere di: aumentare di un milione di dollari il proprio libro paga; assumere talenti dall'esterno; licenziare molti dei suoi migliori amici; abolire gli orari, perché secondo lui questi rendevano l'agenzia non un'impresa creativa, bensì una fabbrica.
Al di là di tutte le possibili valutazioni rimane però il fatto che l'"era Brower", compresa tra la seconda metà degli anni cinquanta e circa l'intera durata degli anni sessanta, costituì uno dei periodi più controversi della storia della BBDO.

Fu in questo periodo che furono stracciati o non rinnovati contratti milionari (primo fra tutti quello con la Revlon). Ma è anche vero che fu sempre grazie a Brower che la BBDO conquistò uno dei suoi clienti più importanti e remunerativi di sempre: la Pepsi Cola. E conquistò pure la CBS Broadcasting e la Tupperware nel 1959, la SCM Corporation e la Honeywell (divisione Autolite) nel 1961, la MacGregor Golf e la Pepperidge Farm nel 1964.

Fu in questo periodo che, per ottemperare alle esigenze di mercato dei propri clienti, la BBDO iniziò ad espandersi a livello internazionale aprendo, a partire dal 1959, uffici a Londra, Parigi, Milano, Francoforte e Vienna.

Fu in questo periodo che si realizzarono importanti acquisizioni: come fu il caso della Burke Dowling Adams di Atlanta (1964) che portò in dote la Delta Air Lines e varie agenzie governative della Georgia in qualità di clienti; oppure della Clyne Maxon di New York (1966) che invece fornì contratti per un valore complessivo di 60 milioni di dollari.

Fu in questo periodo che la BBDO iniziò a occuparsi di propaganda politica in maniera professionale, facendo diventare questa forma di pubblicità uno dei servizi "di listino" offerti dall'agenzia. Su questo punto, però è forse opportuna una precisazione, perché in verità una prima esperienza in campo elettorale, peraltro non molto fortunata, ebbe luogo già nel 1948 quando la BBDO lavorò per il candidato repubblicano alla casa bianca Thomas Dewey. E in effetti fu proprio a partire da quella data che la BBDO diventò una delle agenzie di riferimento del Partito repubblicano statunitense. Tuttavia le soddisfazioni maggiori si ebbero con Eisenhower, durante gli anni cinquanta, almeno tanto quanto le soddisfazioni minori si ebbero con Nixon all'indomani di un celebre dibattito televisivo del 1960 in cui il candidato repubblicano apparve dimesso e mal rasato rispetto al concorrente democratico Kennedy.

E infine fu sempre in questo periodo che la BBDO realizzò alcune delle campagne più celebri della propria storia: in primis quelle per il deodorante Right Guard degli anni sessanta e quella per il detergente Wisk della Unilever del 1968.
Perciò al momento del ritiro di Brower, la BBDO si ritrovò a far fronte alla recessione economica degli anni settanta in una condizione, a conti fatti, alquanto caotica. Sotto la nuova direzione affidata a Tom Dillon, già tesoriere dell'agenzia sin dai tardi anni cinquanta, riuscì tuttavia ad arginare le perdite, anzi fu in grado di progredire nel proprio programma di espansione mondiale.
Tra le réclame più importanti di questo periodo è possibile citare quella che fu realizzata nel 1973 per la catena di ristoranti Burger King.
Già alla metà del decennio ci fu un ulteriore cambiamento ai vertici: nel 1976 Bruce Crawford, responsabile degli affari esteri dell'agenzia, divenne il nuovo presidente e vi rimase in carica fino al 1985, permettendo in questi anni di far triplicare il fatturato della BBDO e portandolo così a 2,3 miliardi di dollari.
Figura di spicco della BBDO durante gli anni ottanta, invece, fu il copywriter e direttore creativo Phil Dusenberry che ebbe un ruolo assai importante nel definire la filosofia pubblicitaria dell'agenzia.
Secondo Dusenberry, infatti, gli elementi chiave per creare una réclame efficace erano rappresentati dalla flessibilità, dall'evitamento di tutto ciò che era familiare, e dal tentativo di elevare sempre le persone al di sopra del prodotto e di utilizzarle in situazioni coinvolgenti e piene di vitalità. Ecco così che, ad esempio, i tipici volti pieni di pathos utilizzati per gli anti-influenzali furono sostituiti con la "gioia di vivere" della ritrovata salute; la sobria automobile Dodge venne fatta arrampicare su per le pareti degli edifici; primi piani e dialoghi intimistici furono impiegati per far arrivare la Pepsi ai clienti più sofisticati e attenti all'apporto calorico delle bevande zuccherate. «Non rallegratevi troppo presto della prima idea che vi viene in mente», diceva Dusenberry.

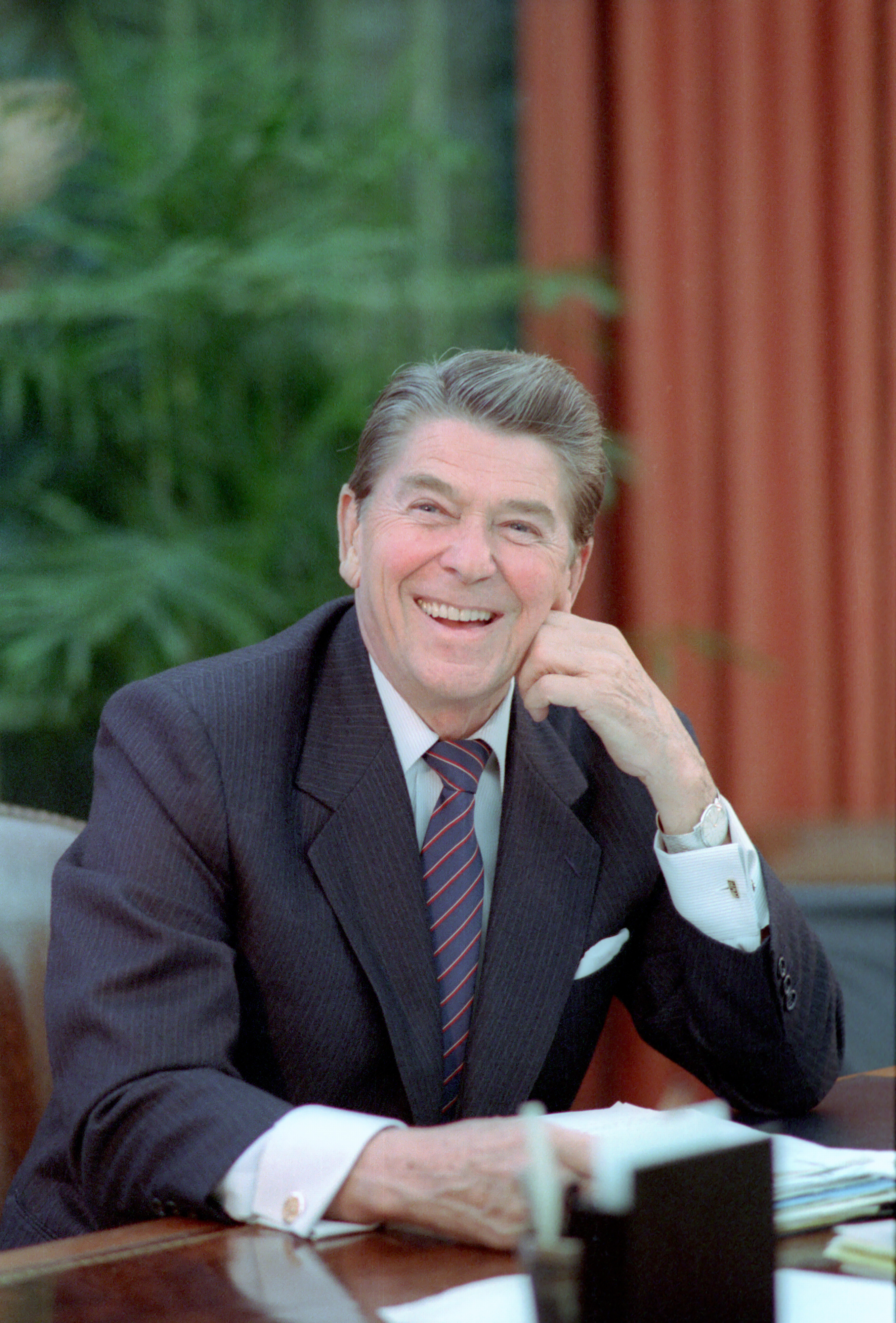
Fin dal 1948 la BBDO è una delle agenzie pubblicitarie di riferimento del Partito repubblicano statunitense. Nel 1984 contribuisce alla rielezione di Ronald Reagan.

È forse opportuno far notare, tuttavia, che alcune delle pubblicità di Dusenberry divennero sì celebri all'epoca, ma non per motivi commerciali. Nel 1984, durante le riprese per uno spot della Pepsi, il testimonial Michael Jackson rimase vittima di un incidente: i suoi capelli presero fuoco durante una particolare scena nella quale si faceva uso di fiamme libere. La vicenda ebbe ampia risonanza negli Stati Uniti. Nello stesso anno un altro spot divenne famoso, e anche questo non per motivi prettamente commerciali: un filmato di 18 minuti relativo al presidente degli Stati Uniti Ronald Reagan presso la convention del partito repubblicano (prima del discorso d'accettazione alla presidenza in seguito alla rielezione) fu rifiutato dalle emittenti televisive nazionali perché ritenuto evasivo e poco equilibrato.

Ma, al di là di questi episodi curiosi, è vero anche che fu grazie a Dusenberry che la BBDO fu nominata agenzia dell'anno del 1984 da Advertising Age e dalla Crain Communication.
Più o meno negli stessi anni un altro storico copywriter e direttore creativo dell'agenzia assunse un ruolo di rilievo: il 31 marzo del 1985 Allen Rosenshine fu nominato presidente. Tale nuova direzione costituì un passaggio epocale per la BBDO, per vari motivi.

Sul piano stilistico Rosenshine proseguì e incentivò quel programma di rinnovamento avviato ormai da qualche anno. Col tempo, infatti, la BBDO aveva finito col guadagnarsi la fama di essere un'agenzia alquanto conservatrice, ma a partire dagli anni ottanta vi fu un vero e proprio cambiamento di rotta. Come ebbe modo di dichiarare lo stesso Rosenshine all'epoca: «Quando prodotti di parità elaborano una strategia creativa arrivano tutti allo stesso risultato. Il ricorso a estensioni di linea e alla segmentazione del mercato per differenziarli non fa che aggravare il problema. Tutti mirano ad essere autoritari, competitivi e a convincere che un dato prodotto è meglio dell'altro. Per la BBDO divenne chiaro che la strada da percorrere era abbandonare la vendita razionale. Ora propendiamo molto più per l'idea che la pubblicità sia un'esperienza del consumatore con la marca. Siamo anche più sensibili e attenti a che questa esperienza sia godibile, piacevole, umana, calda ed emotiva, e tuttavia non meno rilevante dal punto di vista della strategia delle vendite».
Nel 1985 la BBDO vinse, a livello globale, 530 premi. Tra di essi spiccava il Gran Prix al Festival internazionale della pubblicità di Cannes ottenuto per lo spot "Archeology" della Pepsi.

Anche sul piano finanziario Rosenshine proseguì e incentivò il progetto di acquisizioni e di espansione in auge da almeno venticinque anni. Tuttavia se fino a quel momento la filosofia della BBDO era stata caratterizzata dal lasciare alle filiali sparse per il mondo una certa libertà, incoraggiando l'autonomia e la creatività di ciascuna di esse, sotto la direzione di Rosenshine questa tradizione venne modificata diametralmente. Più di un cliente internazionale, infatti, non aveva perso occasione per esprimere perplessità circa le peculiarità di tali "botteghe locali". Il cambiamento di rotta contemplò quindi una maggiore centralizzazione a livello direttivo e l'implementazione di un network più strutturato.

Ma l'opera più importante di Rosenshine rimarrà probabilmente la fondazione dell'Omnicom Group. Nonostante all'epoca fosse un'agenzia assai importante, e gli affari andassero per il meglio, la BBDO si trovò a dover progettare il proprio futuro nella maniera più lungimirante possibile, anche per poter tenere il passo con un mercato che andava sempre più globalizzandosi. È da considerare, inoltre, che tra le grandi agenzie americane la BBDO era stata una delle ultime ad intraprendere la via dell'espansione internazionale, aspettando fino al 1959. Per cui vi era un effettivo ritardo culturale in tale senso, e non solo culturale. Uno spunto di riflessione venne, ad esempio, dall'analisi di ciascuna classifica nazionale per fatturato della metà degli anni ottanta: se da un lato la BBDO era la prima agenzia in Germania e la seconda in Australia, dall'altro risultava al diciassettesimo posto in Canada, al ventiseiesimo in Francia e addirittura al ventinovesimo in Gran Bretagna, ossia nel più importante mercato europeo. Ancora più emblematico fu il caso del Sudafrica del 1985, dove la BBDO, in seguito ad una serie di vicissitudini, passò da essere l'agenzia leader di quel mercato alla scomparsa totale nell'arco di un solo anno.
La soluzione venne vista nell'acquisizione in toto di un altro network, in modo da potersi rafforzare immediatamente in tutti questi paesi dove la presenza era debole o a repentaglio.

### L'Omnicom Group
In teoria l'Omnicom nacque dall'acquisizione da parte della BBDO di altre due importanti e storiche agenzie statunitensi che all'epoca si trovavano in difficoltà finanziarie: la Needham Harper fondata a Chicago nel 1924 e la DDB fondata a New York nel 1949. All'atto pratico, però, le agenzie in questione mantennero ciascuna la propria autonomia e andarono a costituire un vero e proprio gruppo, o meglio: la BBDO rimase un'agenzia indipendente, mentre la DDB e Needham Harper furono accorpate per dar vita alla DDB Needham.
Nell'aprile del 1986 nacque così, mediante il cosiddetto "Big Bang", il primo colosso della storia della pubblicità (a questo ne faranno seguito altri, in particolare WPP, Interpublic e Publicis Groupe) con un fatturato complessivo di circa 5 miliardi di dollari annui e oltre 10.000 dipendenti sparsi per tutto il pianeta.
Come facilmente intuibile, uno dei problemi più grandi che incontrò immediatamente il neonato gruppo fu che alcune aziende concorrenti tra loro si ritrovarono a dover condividere la medesima direzione generale. La rivista Campaign stimò che le perdite dovute alle defezione dei clienti che non furono disposti a seguire le proprie agenzie in tale cambiamento ammontarono a circa 250 milioni di dollari.

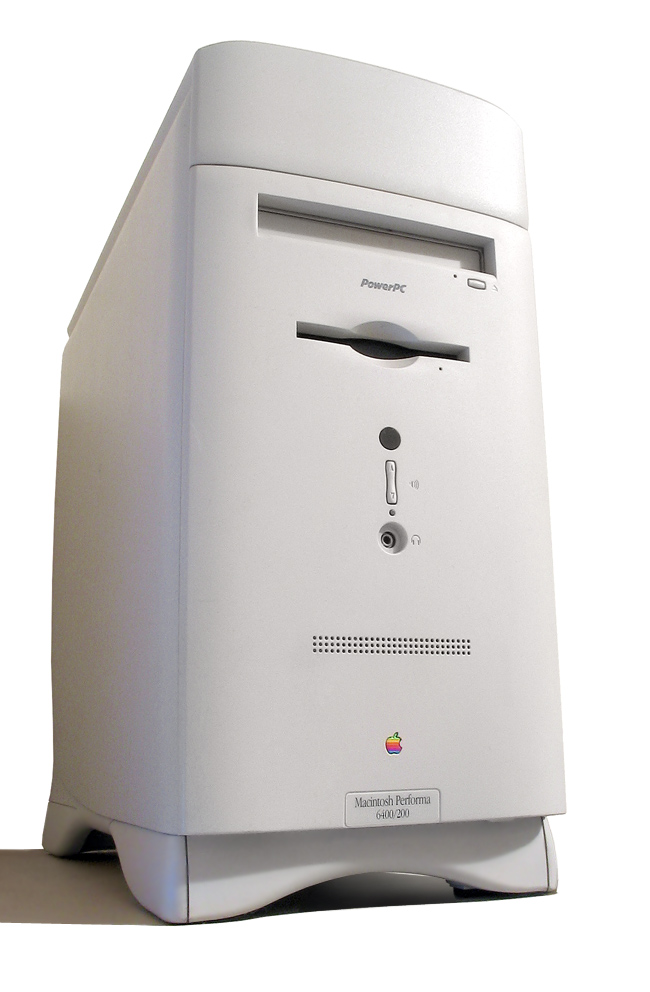
Dal 1985 al 1997 la Apple è stata uno dei principali clienti della BBDO.

La guida dell'Omnicom Group fu assunta da Rosenshine. E paradossalmente fu lo stesso Rosenshine il primo a ricredersi circa la bontà di tale nuova "creatura". In particolare egli sentì che fra le agenzie del gruppo quella che si stava snaturando più di tutte era per l'appunto la sua BBDO.
Rosenshine vide come la migliore della soluzioni possibili il riprendere in mano la propria agenzia e affidare la direzione dell'Omnicom a qualcun altro. Nel 1989 fu proposto a Crawford, che nel mentre era diventato manager della Metropolitan Opera Company, di ritornare con i suoi vecchi colleghi e di assumere la guida di quel gruppo che ancora stentava a prendere la giusta via. La scelta si rivelò vincente e, per merito di Crawford, l'Omnicom Group riuscì finalmente a prosperare, nonostante la recessione economica degli anni novanta.
Réclame importanti create dalla BBDO in quest'epoca furono quelle per Sara Lee, Mars, Visa, Pepsi, e Bayer. Nel 1996 l'agenzia fu proclamata da Advertising Age come il "Network di agenzie più creativo del mondo". Non mancarono tuttavia pubblicità assai discusse e poco amate, come quelle per l'Apple Macintosh.
Réclame importanti create dalla BBDO negli anni 2000 sono state, invece, quelle realizzate per:
Casio Mini TV (2002 – telespettatori al cospetto di minitelevisori mentre mangiano minipopcorn o consultano miniguide televisive); Mizuno Trainers (2002 – scarpe ginniche in grado di ammortizzare in maniera strategica l'apparato locomotorio); Eye Care Foundation (2003 – opere di body art per far parlare gli occhi con dei fumetti: «Mettersi le cinture è molto più facile che apprendere il Braille. Ogni anno 200 persone perdono la loro vista in incidenti stradali.»); Corriere FedEx (2003 – presa di giro di un ipotetico spedizioniere eccessivamente lento: clienti si vedono recapitare pacchi con prodotti tecnologici di vent'anni prima); Corsi d'inglese Let's Talk (2005 - basata sul calembour che, sebbene sia possibile imparare l'Inglese-lingua, è impossibile comprendere l'Inglese-abitante dell'Inghilterra); Dizionari Langenscheidt KG (2007 – la bandiera nazionale giapponese, statunitense, canadese o turca riprodotta coi caratteristici colori del dizionario tascabile tedesco, ossia giallo e blu).
Tra le varie filiali sparse per il mondo che nel tempo hanno assunto una particolare rilevanza è possibile citare, ad esempio, la brasiliana AlmapBBDO di Marcello Serpa e la britannica AMV.BBDO di Cilla Snowball.
Quando Rosenhine si è ritirato nel 2006, ha dichiarato in un'intervista concessa a Adweek: «Dirigere Omnicom non era la cosa giusta per me. La mia esperienza non risiedeva nel gestire un'azienda quotata, nell'aver a che fare con gli altri analisti, nel promuovere le azioni in tutto questo genere di cose». Tale esame di coscienza, e conseguente ammissione dei propri limiti, si è rivelato vitale sia per l'Omnicon Group che per la BBDO.
La BBDO è attualmente presente a livello internazionale con oltre 280 uffici in circa 80 paesi.
In Italia, col nome di D'Adda, Lorenzini, Vigorelli, BBDO, ha un ufficio a Milano e uno a Roma.